# Jabalče
Jabalče (rum. Iabalcea), je naselje u općini Karaševo u Rumunjskoj županiji Caraş-Severin, naseljeno Hrvatima Krašovanima

## Povijest
Selo je naseljeno uglavnom Hrvatima, prvi puta se spominje 1526. Mnogo ljudi se iseljava u Hrvatsku i Zapadnu Europu.

## Stanovništvo
Prema zadnjem popisu stanovništva Jabalče je imao 227 stanovnika.

### Stanovništvo 1900.
- 1900. godine ukupno, 422 stanovnika.
- Krašovani 407
- Rumunji 8
- Nijemci 5
- ostali 12

#### Vjeroispovjest
- rimokatolici 412
- pravoslavci 9
- ostali 1

### Stanovništvo 1992.
- 1992. ukupno stanovnika 277.
- Hrvati 146
- Krašovani 71
- Rumunji 5
- ostali 5

#### Vjeroispovijest
- rimokatolici 268
- pravoslavci 4
- ostali 5

## Vanjske poveznice
- MVPEI.hr Hrvatska nacionalna manjina u Rumunjskoj  Arhivirana inačica izvorne stranice od 11. ožujka 2009. (Wayback Machine)